# Де Пабло, Коте
Коте де Пабло (англ. Cote de Pablo, род. 12 ноября 1979 года, Сантьяго, Чили) — американская актриса кино и телевидения.

## Биография
Коте родилась в Сантьяго, Чили, но когда ей было 10 лет, переехала с семьёй в Майами, штат Флорида, так как её мать получила там работу. Здесь Коте окончила школу, а позже — университет Карнеги — Меллона. Учёбу в нём она окончила в 2000 году, со степенью бакалавра по актёрской игре и музыкальному театру. Позднее Коте окончила Национальную Академию Искусств.
Первым выступлением на публике для Коте стало популярное латиноамериканское ток-шоу «Контроль» с Карлосом Понсе, куда её пригласили на должность соведущей. Позже, уже в Карнеги — Меллон она сыграла в ряде театральных программ, в том числе «Дом Бернардо Альбы» «Структура облаков», «Нескромность», «Фанатастики», «Мир вертится» и «Маленькая ночная музыка».
В 2001 году Коте сыграла в Нью-Йоркском общественном театре, в постановке «Мера за меру» по Шекспиру. Однако, позднее ей достался ряд менее важных ролей — в «Все мои дети», «Образование Макса Бикфорда», «Бросок», «Улица» и «Когда я вырасту». В 2004-ом Коте сыграла главную роль в недолговечном сериале канала Fox «Жюри», а в 2005 дебютировала на Бродвее с ролью Долорес Фуэнте в «Короли Мамбо» и начала сниматься в сериале «Морская полиция: Спецотдел» в роли Зивы Давид. Именно этой роли актриса обязана большей частью своей популярности.
В 2006 году Коте получила премию «Imagen Award» в категории «Лучшая актриса второго плана» за роль Зивы Давид. В 2008 за эту же роль она номинировалась на премии «ALMA» и «Imagen Award» — в категориях «Выдающаяся актриса драматического сериала» и «Лучшая актриса второго плана». Но в этот раз премии ей получить не удалось.
Согласно биографии, выложенной на веб-сайте канала CBS, в разделе «Морская полиция», Коте сейчас проживает в Лос-Анджелесе. В свободное время она пишет и исполняет музыку.
В 2011 году получила премию «ALMA» в категории «Выдающаяся актриса драматического сериала», а также была вновь номинирована на премию «Imagen Award».
В 2016 году за роль в фильме «33» получила премию «Imagen Award» в категории «Лучшая актриса второго плана».

## Музыка
Коте исполнила песню «Temptation» Тома Уэйтса в эпизоде «Last Man Standing» Морской полиции, который впервые вышел в эфир в США 23 сентября 2008 года. Полная версия песни, в том числе с лирикой на французском языке, была выпущена в официальном саундтреке сериала Морская полиция 10 февраля 2009 года.
Официальный саундтрек фильма «33» включает песню Gracias a la vida в исполнении Коте де Пабло.

## Личная жизнь
Состояла в отношениях с актёром Диего Серрано.

## Фильмография
| Год       |    | Русское название           | Оригинальное название                      | Роль                   |
| --------- | -- | -------------------------- | ------------------------------------------ | ---------------------- |
| 2000      | с  | Улица                      | The $treet                                 | Фиона                  |
| 2001      | с  | Воспитание Макса Бикфорда  | The Education of Max Bickford              | Джина                  |
| 2002      | ки | ToCA Race Driver           | ToCA Race Driver                           | Мелани Санчес, озвучка |
| 2004      | с  | Суд присяжных              | The Jury                                   | Маргарита              |
| 2005—2013 | с  | Морская полиция: Спецотдел | NCIS: Naval Criminal Investigative Service | Зива Дэвид             |
| 2010      | ф  | Панихида по Рэнсому Прайду | The Last Rites of Ransom Pride             | Бруха                  |
| 2015      | с  | Хранительницы голубей      | The Dovekeepers                            | Шира                   |
| 2015      | ф  | 33                         | The 33                                     | Джессика               |
| 2016      | тф | Прототип                   | Prototype                                  | Лора Кейл              |
| 2019      | ф  | Сенека                     | Seneca                                     | Селеста                |
| 2019—2020 | с  | Морская полиция: Спецотдел | NCIS: Naval Criminal Investigative Service | Зива Дэвид             |
| 2019      | с  | нет русского названия      | MIA                                        | Продюсер               |

## Награды и номинации
| Год  | Ассоциация    | Категория                                            | Работа                     | Результат | Ref.          |
| ---- | ------------- | ---------------------------------------------------- | -------------------------- | --------- | ------------- |
| 2006 | Imagen Awards | Лучшая актриса второго плана на телевидении          | Морская полиция: Спецотдел | Победа    | [ 9 ] [ 10 ]  |
| 2008 | Imagen Awards | Лучшая актриса второго плана на телевидении          | Морская полиция: Спецотдел | Номинация | [ 11 ]        |
| 2008 | ALMA Awards   | Выдающаяся актриса драматического телесериала        | Морская полиция: Спецотдел | Номинация | [ 9 ] [ 12 ]  |
| 2009 | ALMA Awards   | Выдающаяся актриса драматического телесериала        | Морская полиция: Спецотдел | Номинация | [ 13 ] [ 14 ] |
| 2009 | Imagen Awards | Лучшая актриса второго плана на телевидении          | Морская полиция: Спецотдел | Номинация | [ 15 ]        |
| 2011 | Imagen Awards | Лучшая актриса на телевидении                        | Морская полиция: Спецотдел | Номинация | [ 16 ]        |
| 2011 | ALMA Awards   | Любимая телевизионная актриса — главная роль в драме | Морская полиция: Спецотдел | Победа    | [ 17 ]        |
| 2012 | ALMA Awards   | Любимая телевизионная драматическая актриса          | Морская полиция: Спецотдел | Номинация | [ 18 ]        |
| 2016 | Imagen Awards | Лучшая актриса второго плана — полнометражный фильм  | 33                         | Победа    | [ 19 ]        |
| 2020 | Imagen Awards | Лучшая актриса второго плана на телевидении          | Морская полиция: Спецотдел | Номинация | [ 20 ]        |